# Broomeia
Broomeia är ett släkte av svampar. Broomeia ingår i familjen Broomeiaceae, ordningen Agaricales, klassen Agaricomycetes, divisionen basidiesvampar och riket svampar.
| Broomeia | \| \| Broomeia ellipsospora \| \| \| \| \| \| Broomeia guadalupensis \| \| \| \| \| \| Broomeia congregata \| \| \| \| |
|          | \| \| Broomeia ellipsospora \| \| \| \| \| \| Broomeia guadalupensis \| \| \| \| \| \| Broomeia congregata \| \| \| \| |
|          | Broomeia ellipsospora                                                                                                  |
|          | |
|          | Broomeia guadalupensis                                                                                                 |
|          | |
|          | Broomeia congregata |
|          | |

|  | Broomeia ellipsospora  |
|  |                        |
|  | Broomeia guadalupensis |
|  |                        |
|  | Broomeia congregata    |
|  |                        |